# Canavalia rockii
Canavalia rockii är en ärtväxtart som beskrevs av St.John. Canavalia rockii ingår i släktet Canavalia och familjen ärtväxter. Inga underarter finns listade i Catalogue of Life.